# Phaeogenes melanogaster
Phaeogenes melanogaster är en stekelart som beskrevs av Holmgren 1868. Phaeogenes melanogaster ingår i släktet Phaeogenes och familjen brokparasitsteklar. Inga underarter finns listade i Catalogue of Life.